# John Blackley
John Blackley (* 12. Mai 1948 in Westquarter, Falkirk) ist ein schottischer Fußballtrainer und ehemaliger -spieler auf der Position eines Verteidigers.

## Leben
Seinen ersten Profivertrag erhielt der damals 17-jährige Blackley bei Hibernian Edinburgh, bei dem er in seiner ersten Etappe von 1965 bis 1977 unter Vertrag stand und mit dem er 1973 den Scottish League Cup gewann.
Während seiner Zeit bei den Hibs gelang ihm auch der Sprung in die schottische Nationalmannschaft, für die er zwischen 1973 und 1977 insgesamt sieben Länderspieleinsätze absolvierte. Höhepunkt seiner Laufbahn in der Nationalmannschaft war die Teilnahme an der Fußball-Weltmeisterschaft 1974, bei der er das erste Vorrundenspiel gegen Zaire (2:0) bestritt.
Ende 1977 wechselte er in die erste englische Liga, wo er bis 1979 für Newcastle United und anschließend für Preston North End spielte. 1981 kehrte er nach Schottland zurück und stand bis 1983 bei Hamilton Academical unter Vertrag, bei dem er in seiner zweiten Saison 1982/83 als Spielertrainer fungierte. Für die Saison 1983/84 kehrte er zu seinem ersten Verein Hibernian FC zurück, in dessen Reihen er seine aktive Laufbahn beendete. Zugleich fungierte er als Assistent seines Trainers Pat Stanton und wurde 1984 zum Cheftrainer ernannt, nachdem Stanton von seinem Posten zurückgetreten war. Unter seiner Leitung erreichten die Hibs das Ligapokal-Finale 1985, das gegen die damals unter Trainer Alex Ferguson sehr erfolgreiche Mannschaft des FC Aberdeen 0:3 verloren wurde.
Nach einer weiteren Station als Cheftrainer beim FC Cowdenbeath war Blackley bei diversen Vereinen als Assistenztrainer tätig.

## Erfolge
- Drybrough Cup: 1972, 1973
- Schottischer Liga-Pokal: 1973